# Карен Горні
Карен Горні (англ. Karen Horney, /ˈhɔrnaɪ/), до шлюбу Даніельсен (16 вересня 1885 — 4 грудня 1952) — американська науковиця в царині психоаналізу, психіатрії та психології норвезько-датського походження, яскрава представниця неофрейдизму, авторка оригінальної теорії особистості, одна з ключових постатей у області жіночої психології. Теорії Горні досліджують деякі традиційні фрейдистські погляди, особливо теорію сексуальності, так само як і інстинктивну орієнтацію психоаналізу та його генетичну психологію.
Удостоєна місця на «Поверху спадщини» Джуді Чикаго.

## Життєпис
Карен Горні народилася 16 вересня 1885 р. у Гамбургу. Батько, Берндт Вакельз Даніелсен, був капітаном корабля, авторитарним та релігійним (діти прозвали його «метальником Біблії»), впевненим у вищості чоловіків над жінками. Мати, датчанка Клотільда (відома як «Сонні»), вільномисляча і красива жінка, на 18 років молодша від чоловіка, дуже відрізнялася від нього, будучи набагато витонченішою. Мала старшого брата і чотирьох старших зведених братів і сестер від першого шлюбу батька. Карен завжди відчувала себе позбавленою батьківської любові і натомість віддала свою прихильність матері.
У 9 років закохалася у старшого брата Берндта, що був збентежений її залицяннями і невдовзі відштовхнув її. Це стало причиною першої з низки депресій Карен — проблеми, яка турбуватиме її все життя.
Більшу частину дитинства і юності Карен мучили сумніви у власних достоїнствах, що ускладнювалися відчуттям зовнішньої непривабливості (хоча оточуючі з цим не погоджувались). Почуття несамоцінності вона компенсувала, ставши блискучою і амбіційною студенткою, спрямувавши свою енергію на розвиток інтелектуальних здібностей. Ця зміна ставлення до життя сталася у 9 років: «Оскільки я не могла стати красунею, я вирішила стати розумною» (Rubins, 1978,р. 14).
У віці 14 років вирішила стати лікаркою. Ціль була досягнута через 7 років, зі вступом до Фрайбургського університету.
1904 року батьки розлучилися, матір пішла з дому з обома дітьми. Мати Карен померла у 1911 р., і це дуже вразило її.
Майже весь час навчання страждала від важких приступів депресії. Одного разу, за свідченням біографів, була врятована чоловіком при спробі самогубства (Rubins, 1978).
Під час навчання Карен зустріла студента-юриста Оскара Горні, за яким у 1910 одружилась. Наступного року народила першу з трьох доньок, Бригітту. Шлюб з Оскаром Горні підтвердив теорію Фрейда: Оскар був таким же авторитарним і суворим із своїм дітьми, як батько Карен був із нею. Спочатку Горні сприймала те, що її діти ростуть у подібній атмосфері, як звичайну річ, але пізніше, у 1920-х роках, її відношення до виховання дітей змінилося.
У 1923 р. фірма Оскара Горні збанкрутувала, а пізніше у нього розвинувся менінгіт. Оскар швидко став роздратованим, відлюдним і чварним. Того ж року брат Карен помер від легеневого захворювання. Розлучення батьків і їх смерть протягом одного року (1911), а також зростаючі сумніви в цінності психоаналізу погіршили психічне здоров'я Горні. Вона занурилася у другу стадію депресії; протягом відпустки запливла далеко в море і обдумувала самогубство.
У 1926 р. Карен з трьома доньками залишила будинок Оскара. У 1930 вони емігрували до США і оселилася у Брукліні. Після розлучення з чоловіком Карен збудувала успішну психіатричну кар'єру: працювала в Берлінському психіатричному інституті і була дуже захоплена викладанням, написанням наукових робіт і подорожами.
Карен Горні померла у 1952 році.

## Кар'єра та наукова діяльність
Вища освіта стала доступною для німецьких жінок тільки у 1900 р. У 1904 році Фрайбурзький університет був одним з перших навчальних закладів в Німеччині, який приймав жінок на медичні курси; в 1906 році Горні до нього вступає, ставши першою жінкою в Німеччині, що отримала дозвіл вивчати медицину.
У 1908 перевелася до Геттінгенського університету, потім — до Берлінського, який закінчила у 1913 (в 1915 там отримала медичний ступінь).
1910 року, після народження первістки, Карен Горні визначилася з науковими інтересами, вирішивши вивчати тоді ще нову науку психоаналізу.
У 1920-х отримала місце в Інституті психоаналізу в Берліні, де протягом кількох років до того вивчала психоаналіз, а протягом кількох років потому — читала лекції з психоаналізу. Карл Абрахам, кореспондент Зигмунда Фройда, вважав Карен Горні дуже обдарованою аналітикинею та викладачкою психоаналізу.
У Брукліні, який у 1930-х роках був домівкою великої інтелектуальної спільноти, частково через єврейську еміграцію з Європи, зокрема Німеччини, Горні знайомиться з Еріхом Фроммом та Гаррі Стеком Салліваном. Першою посадою в американській кар'єрі було віце-директорство в Чиказькому інституті психоаналізу. Протягом бруклінського періоду Горні розвинула та вдосконалила свої складні теорії щодо неврозу та особистості, які базувалися на досвіді, отриманому під час роботи в галузі психотерапії. Переїхала в США з Німеччини у 1932 для роботи в Чиказькому психоаналітичному інституті. В 1934 переїжджає до Нью-Йорка, де веде заняття в Новій школі соціальних досліджень, а також в Нью-Йоркському психоаналітичному інституті.
У 1937 р. Горні видала «Невротичну особистіть нашого часу» («The Neurotic Personality of Our Time»), що здобула велику популярність.
В 1941 році колеги виганяють Карен Горні з Чиказького інституту психоаналізу, позбавивши посади, через її відхід в теорії та практиці роботи від ортодоксального психоаналізу, і вона засновує власну Асоціацію сприяння розвитку психоаналізу (Association for the Advancement of Psychoanalysis), зайнявши деканське крісло Американського інституту психоаналізу. Згодом Горні почала викладати у Нью-йоркському медичному коледжі, продовжуючи психіатричну практику до самої смерті у 1952 р.

## Науковий доробок
В результаті переїзду з Німеччини до США Горні вдалось проаналізувати, в якій мірі культурне середовище впливає на утворення невротичної поведінки: «Тоді я побачила, що стосунки між людьми і неврози в цій країні багато в чому відрізняються від тих, котрі я спостерігала в європейських країнах. І що пояснити це може лише відмінність в цивілізаціях» (з «Наших внутрішніх конфліктів»).
Невроз формують вплив оточуючого соціального середовища і деструкція людських взаємостосунків. Ортодоксальний психоаналіз же орієнтується на генетичні та інстинктивні причини. Наприклад, у фрейдизмі придушення (культурою) інстинктів приводить до формування неврозу (приклад — Едіпів комплекс). В результаті міняється смисл терапії. Ціль ортодоксального психоаналізу — допомогти впоратися зі своїми інстинктами. За Горні ціль терапії полягає у відновленні стосунків з людьми і собою, віднаходженні точки опори в собі, позбавлення від невротичних захисних механізмів, що лиш частково допомагають людині долати життєві труднощі, а при більш глибокому розгляді закривають можливість нормального життя.
Своє трактування невротичних конфліктів Горні видозмінила в головній і найзрілішій роботі «Невроз і особистісне зростання: Боротьба за самореалізацію» (1950). В протиборстві несумісних невротичних схильностей Горні стала бачити лише частковий випадок невротичних конфліктів. Вводячи поняття «центрального внутрішнього конфлікту» як конфлікту між «реальним» і «ідеальним» Я, Горні підкреслювала, що він є більш глибоким, ніж конфлікт різних невротичних сил: «Коли раніше, в інших своїх книгах, я використовувала термін „невротичний конфлікт“, я мала на увазі конфлікт між двома несумісними компульсивними потягами. Однак центральний внутрішній конфлікт — це конфлікт між здоровими і невротичними, конструктивними і деструктивними силами. … За аналогією з державою, це розрізнення між зіткненням інтересів окремих груп і втягненням всієї країни в громадянську війну.»

### Невротичні потреби
Згідно Горні, на відміну від здорових людей, невротичні особистості характеризуються наявністю ряду невротичних потреб (тобто потреб, від яких вони психологічно залежать):

###### Тип "Рух до людей"
1. У позитивній афектації (у вираженні позитивних почуттів) і схвалення з боку оточуючих;
2. У партнерові (людина з невротичною вираженістю цієї потреби переоцінює любов, вкрай боїться бути залишеною, життєво потребує когось більш сильного і авторитетного, ніж сама, і шукає емоційної залежності і прихильності цього партнера чи партнерки);
3. В обмеженні свого життя вузькими рамками (невротичні люди лякаються нескромності, вважають, що невимогливість дуже цінна, оскільки безпечна, та ін.);
4. У тому, щоб бути об'єктом захоплення;

###### Тип "Рух проти людей"
5. У силі (мається на увазі емоційна залежність від того, що є символом сили для даної людини; це може бути фізична сила, інтелектуальна, влада, гроші, певного роду інформація тощо);
6. У використанні, експлуатації інших;

###### Тип "Рух від людей"
7. У престижі;
8. У невротичних амбіціях в особистих досягненнях;
9. У самодостатності і незалежності (невротичні люди можуть несвідомо панічно боятися залежати від кого- або чого-небудь і організовувати своє життя відповідно до цього, наприклад за типом «самотнього вовка»);
10. У бездоганності і незаперечності (невротична особистість категорично переконана, що не можна робити помилки, бути критикованою, терпіти невдачі; такі люди постійно шукають в собі недоліки, щоб їх виправити і таким чином приховати від інших).
Ці десять невротичних потреб Горні розбила на три групи за трьома основними напрямками руху або типами поведінки (векторами побудови стосунків з навколишнім світом) суб'єкта по відношенню до інших людей: «ДО» інших, «ВІД» інших і «ПРОТИ» інших. Ця модель може бути з успіхом використана навіть на початковій стадії психологічного консультування будь-якого виду чи типу.